# Grodków
Grodków (en allemand : Grottkau) est une ville de Pologne, située dans la Voïvodie d'Opole, à 20 km au sud de Brzeg.

## Histoire
De 1742 à 1945, Grottkau est le chef-lieu de l'arrondissement de Grottkau dans le district d'Oppeln au sein de la province de Silésie.